# Álvaro Daniel Pereira Barragán
Álvaro Daniel Pereira Barragán (Montevideo, 28 de novembre de 1985) és un futbolista internacional uruguaià d'ascendència nigeriana. És centrecampista i el seu club actual és l'FC Porto.

## Palmarès
- Copa romanesa de futbol: 2009.
- Copa portuguesa de futbol: 2010.

## Internacional

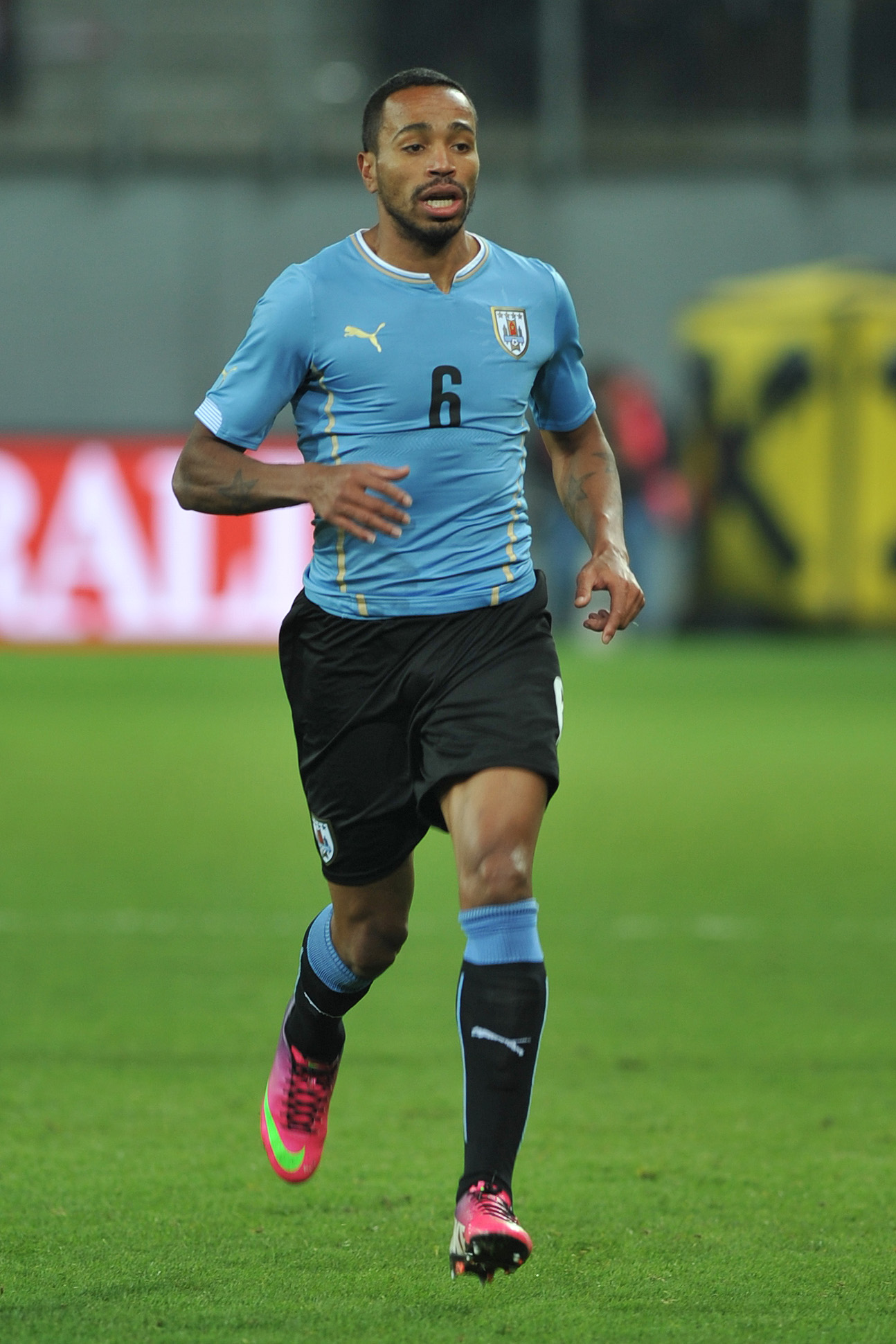
Pereira amb la selecció nacional 2014

El 19 de novembre de 2008, i sota la direcció tècnica del "Maestro" Óscar Washington Tabárez, es va produir el seu debut a la selecció absoluta. Va ser en un amistós contra França (0-0) a Saint Denis. També participà del partit següent (amistós contra Líbia l'11 de febrer de 2009, el qual acabà 3-2) i convertí el tercer gol. El seu debut oficial va ser el 28 de març del 2009, a l'Estadio Centenario (Montevideo) contra el Paraguai per l'11è partit de les Eliminatòries per al Mundial de Sud-àfrica de 2010.
El 31 de maig de 2014 va entrar a la llista definitiva de seleccionats per disputar la Copa del Món de Futbol de 2014 al Brasil.

### Participació en Copes del Món
| Mundial                        | Seu        | Resultat | PJ (G) |
| ------------------------------ | ---------- | -------- | ------ |
| Copa del Món de Futbol de 2010 | Sud-àfrica |          | 2 (1)  |